# La Rue Kétanou

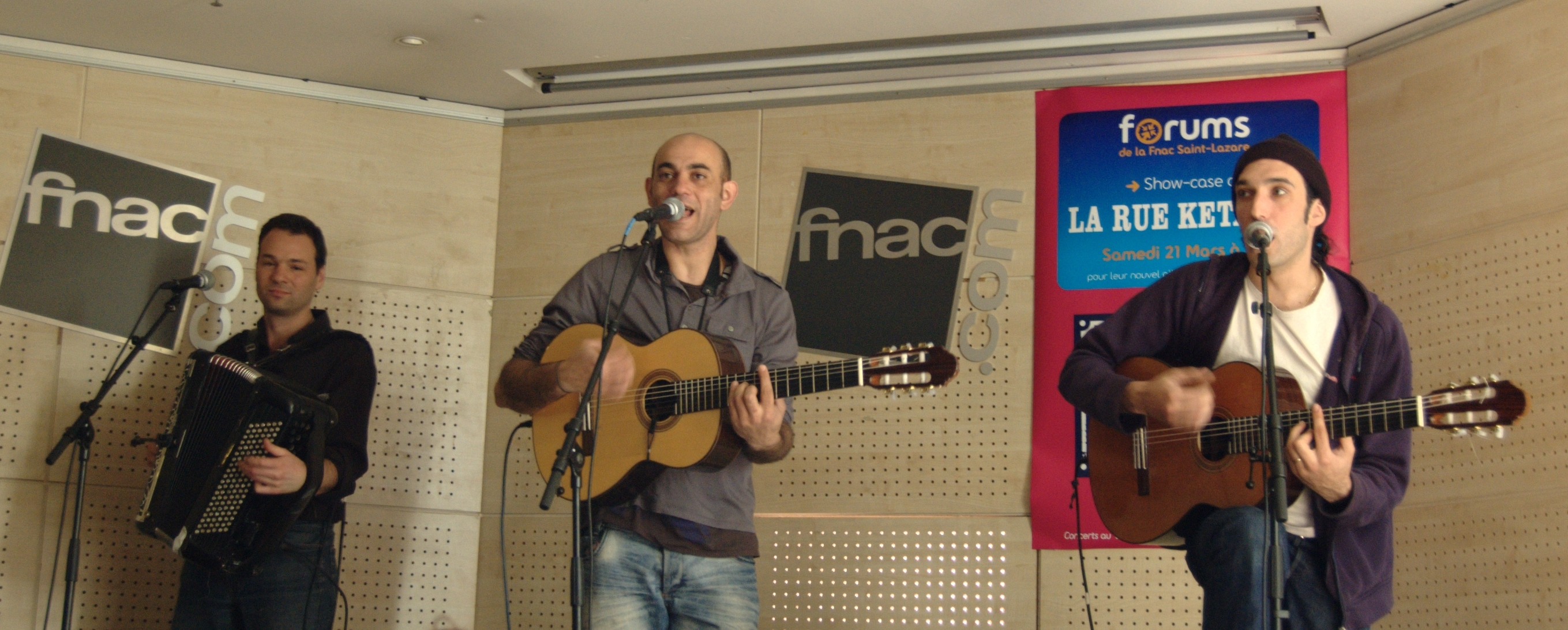
Show Case de La Rue Ketanou - Fnac Saint Lazare - Paris - France - 21 mars 2009.

La Rue Kétanou é um grupo musical Francês que misturam elementos de reggae, boêmia, teatro, poesia e humor. 
Seu nome é uma deformação de La rue qui est à nous, que significa A rua que é nossa.

## Membros oficiais
- Florent Vintrigner: sanfona
- Olivier Leite: guitarra
- Mourad Musset: guitarra

## Discografia
- En attendant les caravanes (2001)
- Y'a des cigales dans la fourmilière (2002)
- Ouvert à double tour (2004)
- À Contresens (2009)
- La Rue Kétanou et le Josem (2011)
- Allons Voir (2014)